# Tony Hillerman
Anthony Grove Hillerman (* 27. Mai 1925 auf einer Farm nahe Sacred Heart, Oklahoma; † 26. Oktober 2008 in Albuquerque, New Mexico) war ein US-amerikanischer Autor von Kriminalromanen. Hillerman galt als Autorität für die Kultur der Diné- und Hopi-Indianer.

## Leben und Wirken
Seine erste Bildung erhielt Hillerman als Tagesschüler in einem Internat für Indianer. Als Jugendlicher las er mit Begeisterung die Kriminalromane des australischen Autors Arthur W. Upfield, in denen der Halb-Aborigine „Bony“ ermittelt und in denen indigene Kultur auch eine große Rolle spielt. 1945 kehrte er verwundet und hoch dekoriert aus dem Zweiten Weltkrieg zurück. Er schloss 1945 sein Journalismus-Studium an der University of Oklahoma erfolgreich ab. Bis 1965 arbeitete er als Journalist, dann bis 1987 als Dozent für Journalismus an der University of New Mexico.
Hillerman veröffentlichte 1970 seinen ersten Kriminalroman The Blessing Way (Wolf ohne Fährte, 1972). Seine Romane spielen im Nordosten des US-Bundesstaates Arizona in der dünn besiedelten Navajo Nation Reservation. Seine Detektive sind die Diné-Polizisten Joe Leaphorn (in den späteren Fällen pensioniert und als Privatdetektiv tätig) und Jim Chee (erstmals 1980 in dem Roman People of Darkness).
In seinen Romanen zeigte er den Konflikt zwischen der modernen Industrie- und Konsumgesellschaft und den traditionellen Werten und Bräuchen der amerikanischen Indianer. Seine detaillierte und intensive Schilderung von Jahreszeiten, Wetter und den Landschaften des Reservats sind nicht bloß exotische Kulisse, vor der sich die Handlung entfaltet, sie sind selbst Teil der Geschichte. Nur unter Bezug auf die Überlieferungen der Diné sind die Kriminalfälle zu enträtseln. Für den Leser eröffnet sich damit ein faszinierender Blick in eine fremdartige, von der modernen Zivilisation bedrohte Kultur.
Obwohl in seinen letzten Lebensjahren seine Gesundheit sich zunehmend verschlechterte, versuchte er, noch weiterhin zu schreiben. Er verstarb am 26. Oktober 2008 in einem Krankenhaus in Albuquerque.

## Auszeichnungen
Hillerman erhielt für seine Romane zahlreiche Auszeichnungen, mit denen die Qualität der Kriminalerzählungen wie auch seine Schilderung der indianischen Kultur anerkannt wurde: So bekam Hillerman beispielsweise 1974 den Edgar Allan Poe Award und 1987 den Grand prix de littérature policière für Dance Hall of the Dead (Schüsse aus der Steinzeit), 1988 wurde sein A Thief of Time (Wer die Vergangenheit stiehlt) mit dem Golden Spur of the Western Writers of America ausgezeichnet, für den gleichen Roman erhielt er 1989 den Macavity Award. Die Nacht des Skinwalkers wurde 1988 mit dem Anthony Award prämiert. Seldom Disappointed erhielt 2002 den Anthony Award als Bestes Sachbuch, 1990 ehrte ihn die American Anthropological Association und 1991 erhielt er den Nero Wolfe Award für  Coyote Waits (Der Koyote wartet). Er erhielt 2001 er den Agatha Award für sein Sachbuch Seldom Disappointed: A Memoir und ein Jahr später wurde er mit dem Agatha Award für sein Lebenswerk ausgezeichnet.
Sehr viel bedeutete ihm die Auszeichnung Special Friend of the Dineh, die er 1987 von dem Navajo Tribal Council erhielt.

## Werke

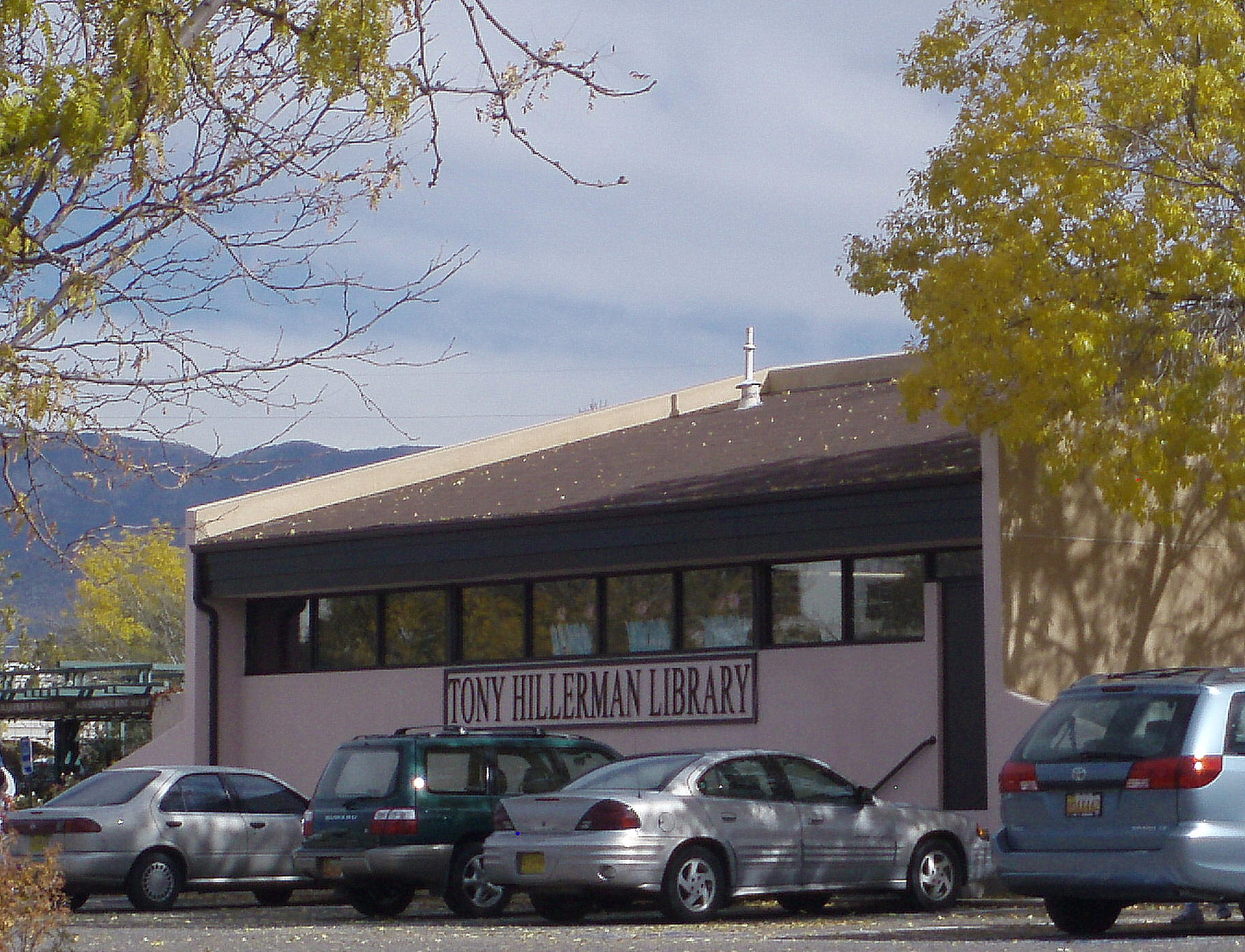
Tony Hillerman Library

Im deutschsprachigen Raum erschienen die meisten Romane von Tony Hillerman im Rowohlt-Verlag (wenige beim Goldmann-Verlag). Seit Anfang 2023 werden die Krimis unter anderem Titel im Unionsverlag neu aufgelegt, wobei sie inhaltlich gleich sind, aber neu aus dem Englischen übersetzt werden.

### Reihe Navajo-Police mit Joe Leaphorn und Jim Chee
- The Blessing Way, 1970 
  - Wolf ohne Fährte, 1972
- Dance Hall of the Dead, 1973 
  - Schüsse aus der Steinzeit, 1976
  - Tanzplatz der Toten, 2023
- Listening Woman, 1978
  - Das Labyrinth der Geister, 1989
  - Blinde Augen, 2023
- People of Darkness, 1980
  - Tod der Maulwürfe, 1982
  - Zeugen der Nacht, 2023
- The Dark Wind, 1982
  - Karo Drei, 1984
  - Der Wind des Bösen, 1989
  - Dunkle Winde, 2023
- The Ghostway, 1984
  - Das Tabu der Totengeister, 1987
  - Gesang an die Geister, 2024
- Skinwalkers, 1986
  - Die Nacht der Skinwalkers, 1988
  - Stunde der Skinwalker, 2024
- A Thief of Time, 1988 
  - Wer die Vergangenheit stiehlt, 1990
  - Dieb der Zeit, 2024
- Talking God, 1989
  - Die sprechende Maske, 1990
  - Sprechende Götter, 2024
- Coyote Waits, 1990
  - Der Kojote wartet, 1992
  - Koyote wartet, 2025
- Sacred Clowns, 1993
  - Geistertänzer, 1995
  - Mord und Gelächter, 2025
- The Fallen Man, 1996
  - Tod am heiligen Berg, 1998
  - Sturz in die Tiefe, 2025
- The First Eagle, 1998
  - Die Spur des Adlers, 2000
  - Erster Adler, 2025
- Hunting Badger, 1999
  - Dachsjagd, 2001
  - Jagd ohne Beute, 2026
- The Wailing Wind, 2002
  - Das goldene Kalb, 2003
  - Klagender Wind, 2026
- The Sinister Pig, 2003
  - Dunkle Kanäle, 2004
  - Geheime Kanäle (überarbeitete Übersetzung), 2025
- Skeleton Man, 2004
  - Der Skelett-Mann, 2006
  - Knochenmann, 2026
- The Shape Shifter, 2006

### Reihe Navajo-Police mit Joe Leaphorn, Jim Chee und Bernadette Manuelito
Ab 2013 führte Tony Hillermans Tochter Anne Hillerman die Reihe weiter, wobei bislang keine übersetzten Romane vorliegen.
- Spider Womanʼs Daughter, 2013, ISBN 0-06-227048-6,
eine Fortsetzung der Kriminalromanserie mit Bernadette Manuelito als weitere Protagonistin
- Rock With Wings, 2015, ISBN 978-0-06-227051-1
- Song of the Lion, 2017
- Cave of Bones, 2018
- The Tale Teller, 2019
- Stargazer, 2021
- The Sacred Bridge, 2022
- The Way of the Bear, 2023
- Lost Birds, 2024
- Shadow of the Solstice, 2025

Schon 2009 veröffentlichte sie den Bildband Tony Hillermanʼs Landscape: On the Road with Chee and Leaphorn mit Impressionen der Landschaft des Vierländerecks der Staaten New Mexico, Arizona, Utah und Colorado, die für die Handlungen und die Atmosphäre von Hillermans Büchern von wesentlicher Bedeutung ist.

### Weitere Romane
- Finding Moon, 1995 (Auf der Suche nach Moon, 1997), (Moon Mathias sucht 1975 nach der Tochter seines verschollenen Bruders in Südostasien, von der er nicht einmal wusste, dass es sie gibt) – ISBN 3-499-22114-4
- The Fly on the Wall, 1971 (Die Wanze, 1989), (Ein Reporter und ein Kriminalfall in Washington) – ISBN 3-499-42897-0

### Kinderbücher
- The Boy Who Made Dragonfly, 1972 (Der Junge der die Libelle schuf – Ein Märchen der Zuñi, 1995) – ISBN 3-596-80110-9

### Erinnerungen
- Seldom Disappointed, 2001 – ISBN 978-0-06-050586-8

## Verfilmungen

### Canyon Cop
Im Spielfilm Canyon Cop aus dem Jahr 1991 wurde das Buch The Dark Wind / Der Wind des Bösen verfilmt. Regie: Errol Morris, Hauptrollen: Lou Diamond Phillips (Jim Chee) und Fred Ward (Joe Leaphorn).

### Skinwalkers: The Navajo Mysteries
In einer Filmreihe des US-amerikanischen Senders PBS von Executive Producer Robert Redford und mit Wes Studi (als Joe Leaphorn) und Adam Beach (als Jim Chee) in den Hauptrollen entstanden drei Filme:
- 2002 Skinwalkers
- 2003 Coyote Waits
- 2003 A Thief of Time

### Dark Winds / Der Wind des Bösen
Im Juni 2022 veröffentlichte AMC die erste Staffel der Fernsehserie Dark Winds / Der Wind des Bösen, die auf Hillermans Roman Listening Woman / Das Labyrinth der Geister basiert und von Graham Roland entwickelt wurde. Die Hauptrollen spielen Zahn McClarnon und Kiowa Gordon. Die Serie, die auf der Reihe Leaphorn und Chee basiert, enthält inzwischen mehrere Staffeln:
- 2022 1. Staffel: 6 Episoden; Verfilmung von Roman Nr. 3 Listening Woman / Das Labyrinth der Geister
- 2023 2. Staffel: 6 Episoden; Verfilmung von Roman Nr. 4 People of Darkness / Tod der Maulwürfe
- 2025 3. Staffel: 8 Episoden; Verfilmung von Roman Nr. 2 und 16 Dance Hall of the Dead / Schüsse aus der Steinzeit und The Sinister Pig / Dunkle Kanäle
- 2026 4. Staffel: 8 Episoden; Verfilmung von Roman Nr. 6 The Ghostway / Das Tabu der Totengeister

## Deutsche Hörspieladaptionen
(Quelle: )
- Das Labyrinth der Geister 1994, Regie: Norbert Schaeffer, Produktion: Südwestfunk, Hessischer Rundfunk und Norddeutscher Rundfunk
- Tod der Maulwürfe 1994, Regie: Norbert Schaeffer, Produktion: Norddeutscher Rundfunk, Hessischer Rundfunk und Südwestfunk
- Der Wind des Bösen 1995, Regie: Norbert Schaeffer, Produktion: Norddeutscher Rundfunk, Südwestfunk und Hessischer Rundfunk
- Wolf ohne Fährte 1996, Regie: Ulrich Lampen, Produktion: Hessischer Rundfunk, Südwestfunk und Norddeutscher Rundfunk